# 接缝

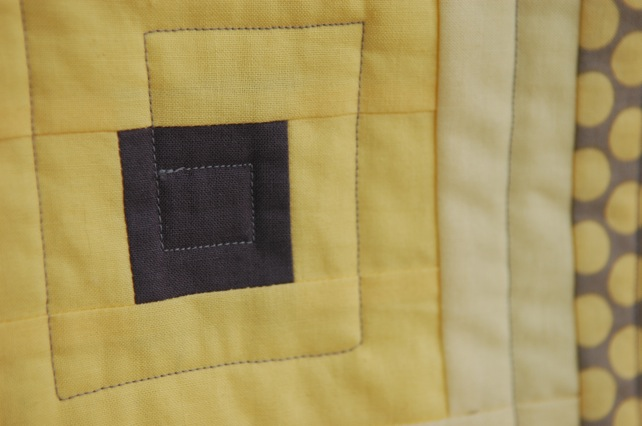
被子中的接缝

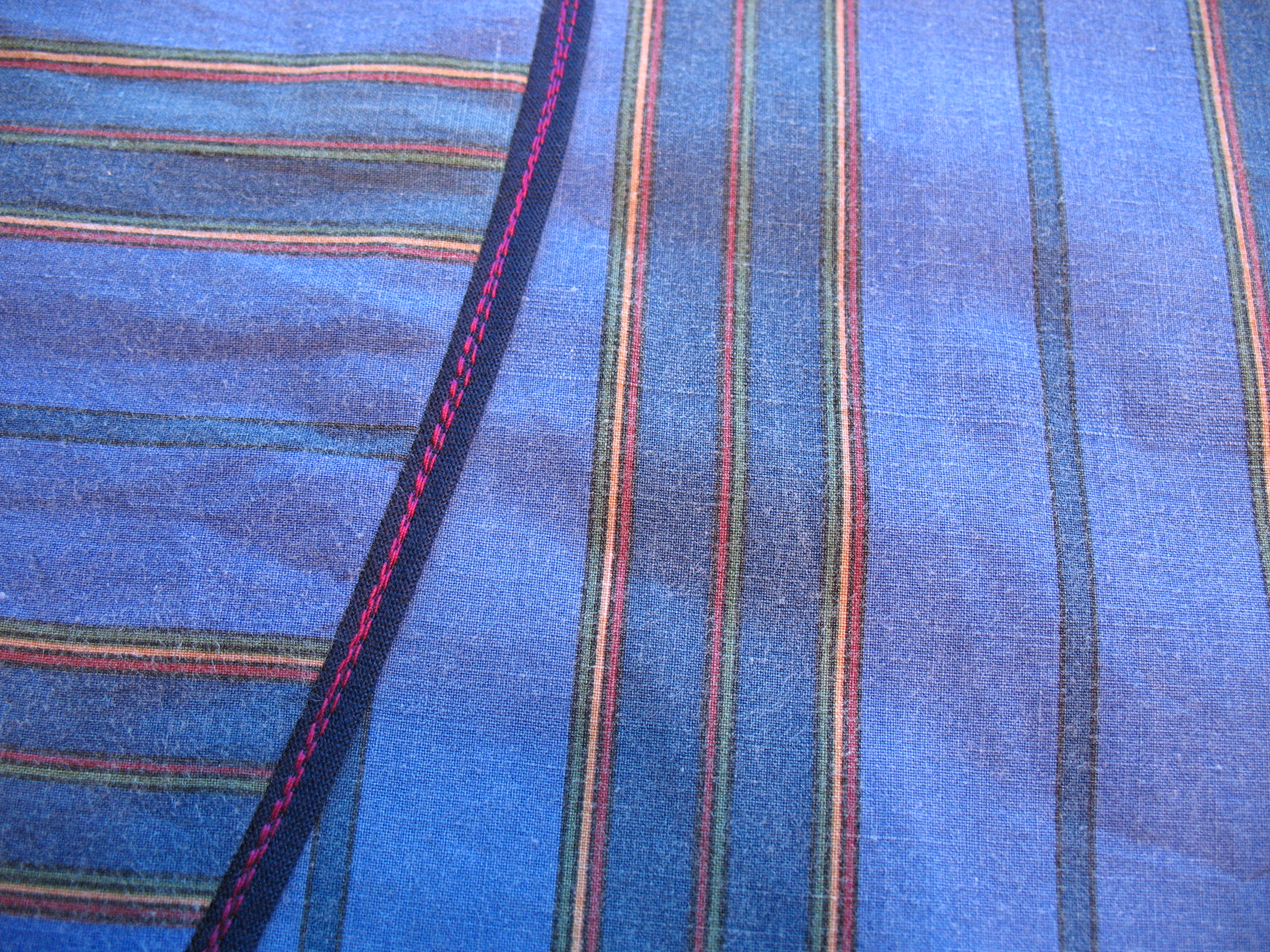
接缝

在縫紉中，接缝是指两层或多层布、皮革等材料中用缝线缝合在一起的地方。在縫紉機发明之前，所有的接缝工作都是由手工完成的。